# Дресден-Поляк, Анна
Анна «Энс» Дресден-Поляк (нидерл. Anna "Ans" Dresden-Polak; 24 ноября 1906, Амстердам, Нидерланды, — 23 июля 1943, Собибор) — нидерландская гимнастка.
В составе сборной Нидерландов по гимнастике завоевала золотую медаль на Олимпиаде 1928 года в своём родном Амстердаме.
Как и остальные члены сборной (Эстелла Агстериббе, Элька Де Леви, Хелена Нордхайм и Юдика Симонс), а также тренер сборной Геррит Клиркофер, была еврейкой и подверглась преследованиям во время Второй мировой войны.
Была заключённой транзитного лагеря Вестерборк, откуда была отправлена в лагерь смерти Собибор, где была убита вместе с шестилетней дочерью Евой. Её муж Баренд Дресден был убит несколько месяцев спустя в Освенциме.
В 1997 году вся сборная Нидерландов по гимнастике была включена в Международный еврейский спортивный зал славы.